# Jean Benner
Pour les articles homonymes, voir Benner.
Jean Benner, né le 28 mars 1836 à Mulhouse (Haut-Rhin) et mort à Paris le 28 octobre 1906,, est un artiste-peintre français. D'abord peintre de fleurs, il réalise également des paysages, des portraits et des scènes de genre.

## Biographie

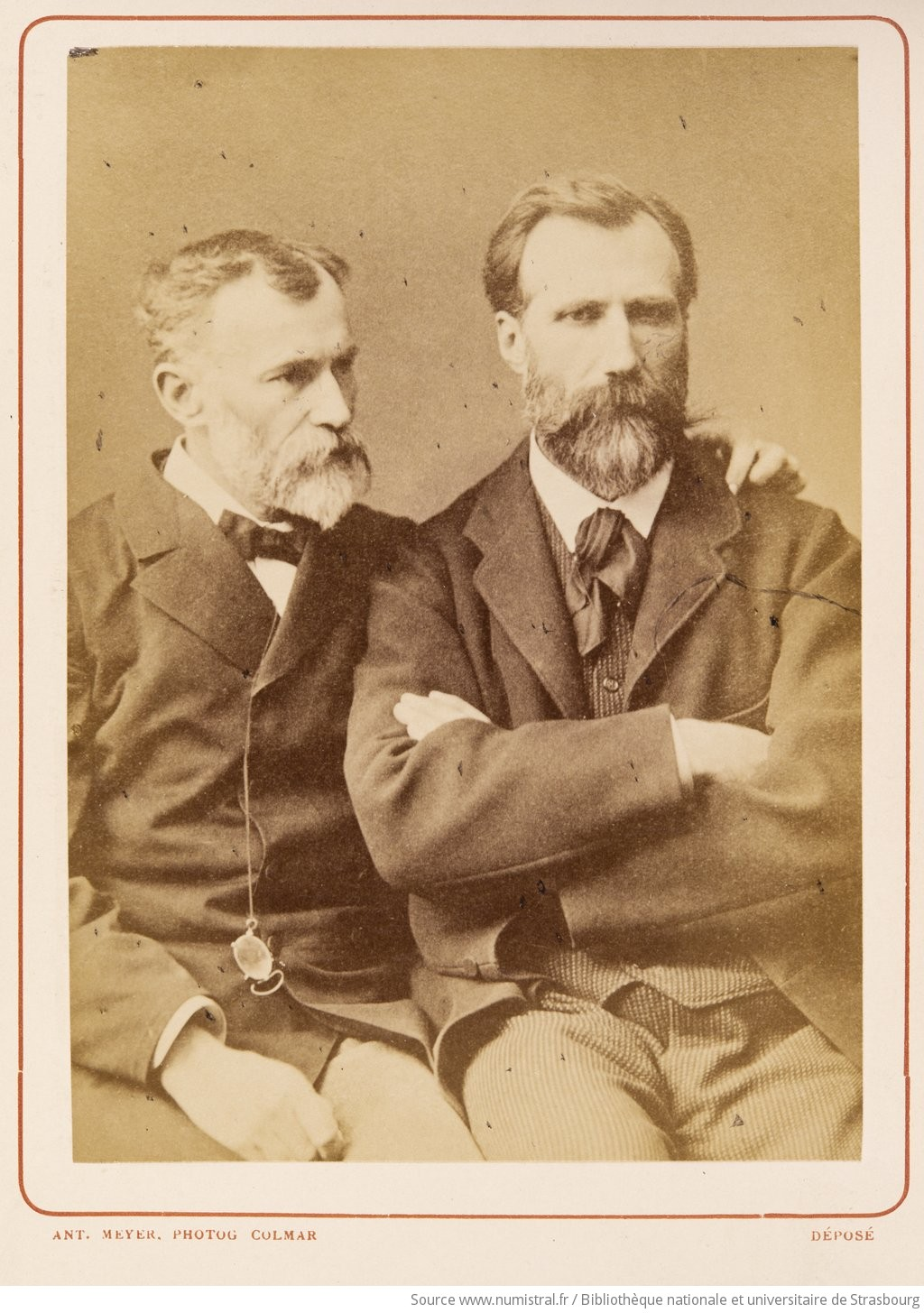
Emmanuel et Jean Benner

Issu d'une famille d'artistes, il est le frère jumeau d'Emmanuel Benner, également peintre, dont il a exécuté le portrait.
À Mulhouse il dessine d'abord des modèles pour l'industrie textile, mais continue à se former à Paris où il devient l'élève d'Ernest Hébert et Léon Bonnat.
Jean Benner est proche d'un autre peintre alsacien, Jean-Jacques Henner, auquel il dédie quelques pages après la disparition de celui-ci. Les deux artistes ont réalisé mutuellement leurs portraits.
En 1866 il est séduit par l'île de Capri, puis épouse la fille de son hôte, Margherita Pagano. Jusqu'à la fin de sa vie il effectue de fréquents séjours sur l'île qui devient pour lui une source d'inspiration majeure.
De son union avec Margherita Pagano, naîtront quatre enfants : Elise, qui décède en bas âge, Emmanuel-Michel dit Many, Marguerite (qui épousera le peintre Edmond Suau) et Jeanne, tous trois artistes-peintres.
Il est inhumé au cimetière du Père-Lachaise (64e division).

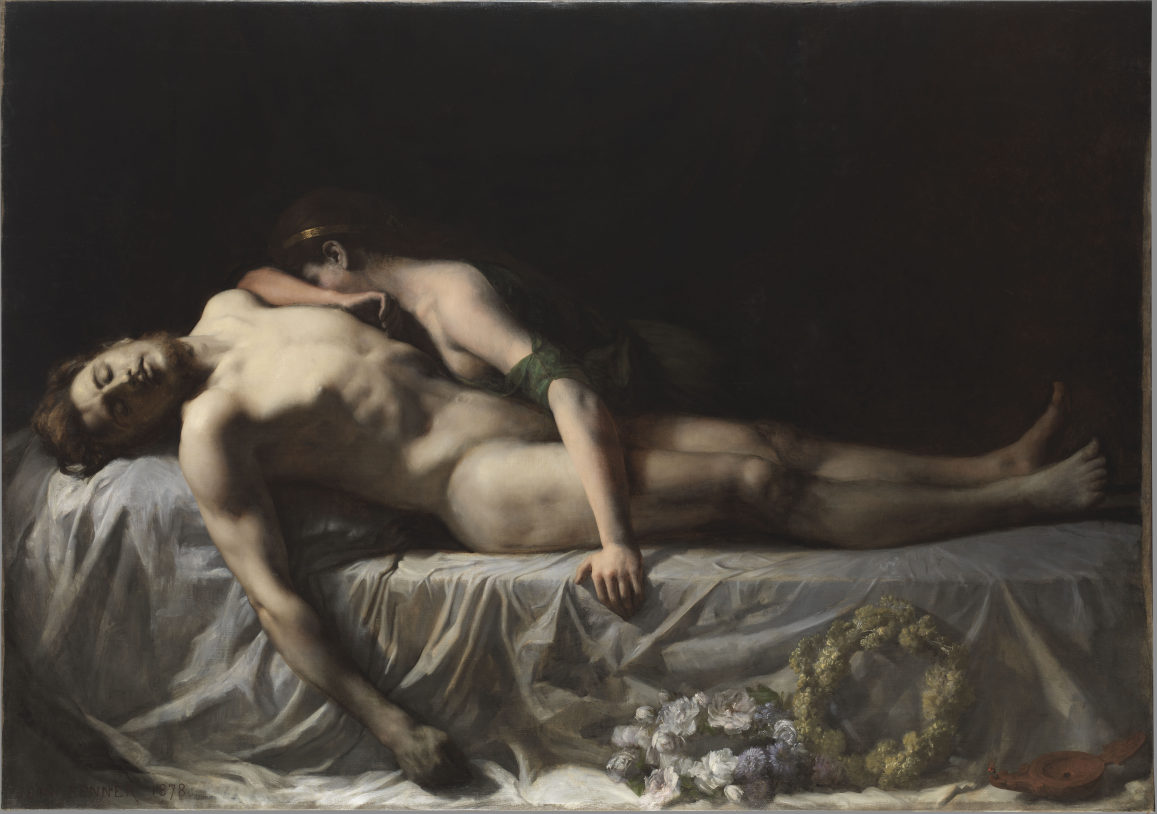
BENNER Jean, Briséïs pleurant sur le corps de Patrocle, 1878, huile sur toile, 140 x 200 cm. Nemours, Château-Musée

## Œuvres
- Roses trémières, Musée d'art et d'archéologie de Senlis
- À la France, toujours, Musée des beaux-arts de Mulhouse
- Briséïs pleurant sur le corps de Patrocle, 1878, Château-Musée de Nemours[8]
- Une maison à Capri, 1881, Musée des beaux-arts de Pau
- Les Pêcheurs, Musée d'Art moderne André Malraux du Havre
- L'Extase, avant 1896, Musée d'art moderne et contemporain de Strasbourg
- Portrait de Jean-Jacques Henner, 1899, Musée des beaux-arts de Mulhouse
- Portrait d'Emmanuel Benner, Musée des beaux-arts de Nantes
- Jeune fille de Capri, 1906, Musée des beaux-arts de Nantes
- Salomé, Musée des beaux-arts de Nantes
- Portrait de fillette, Musée des Beaux-Arts de Reims

## Galerie

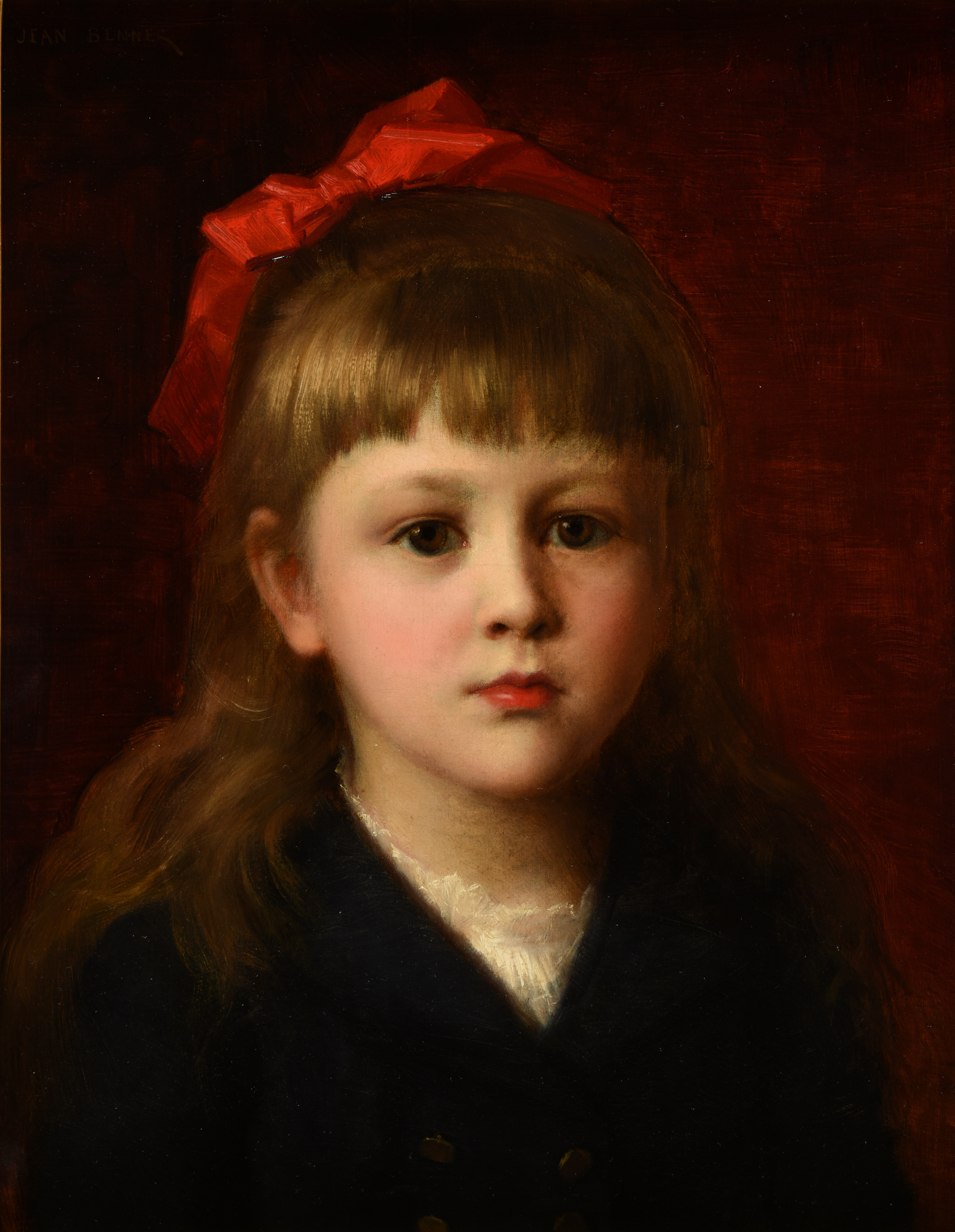
Portrait de Fillette, Musée des Beaux-Arts de Reims
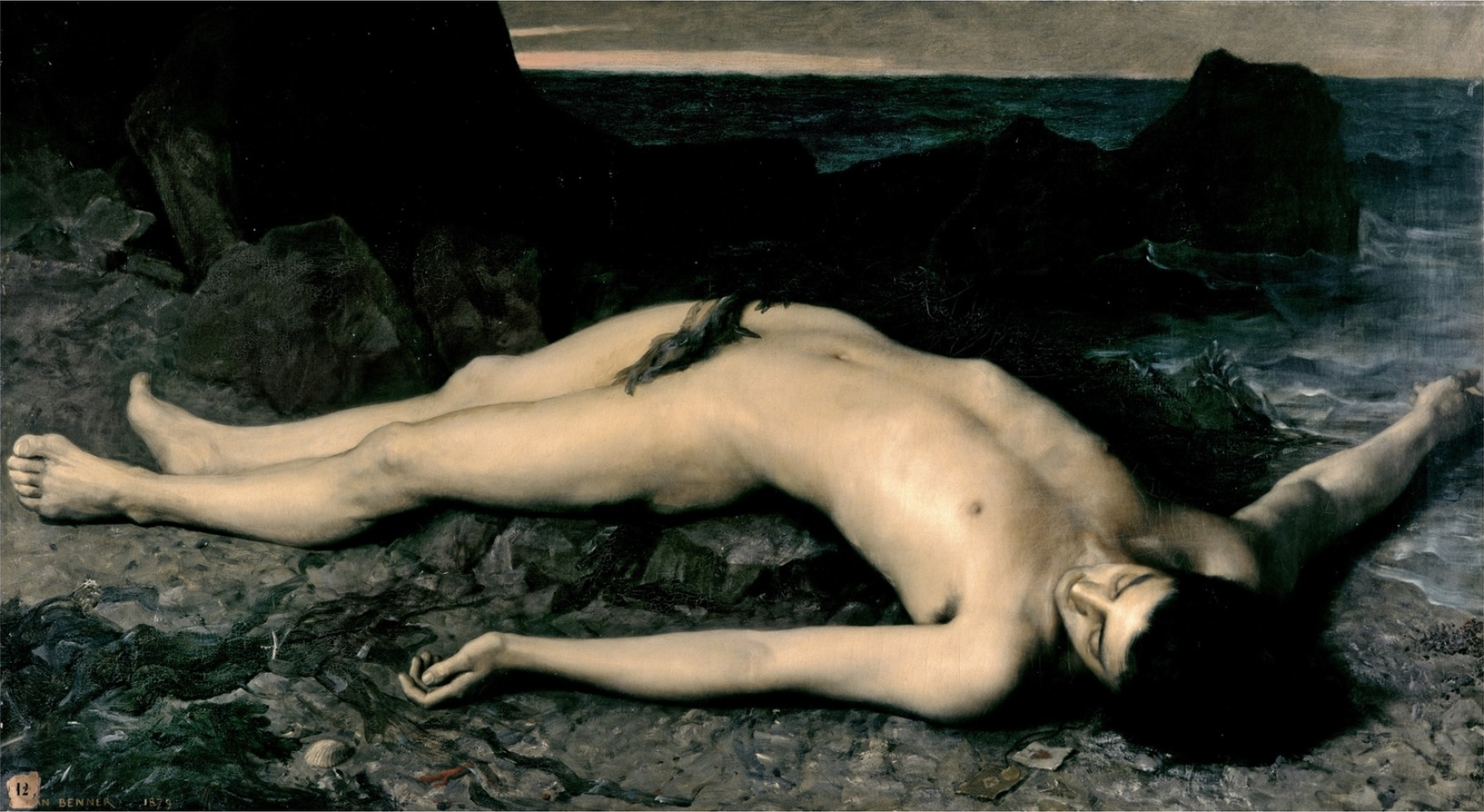
L'Épave, ou L'Italien, 1879, Musée Petiet de Limoux
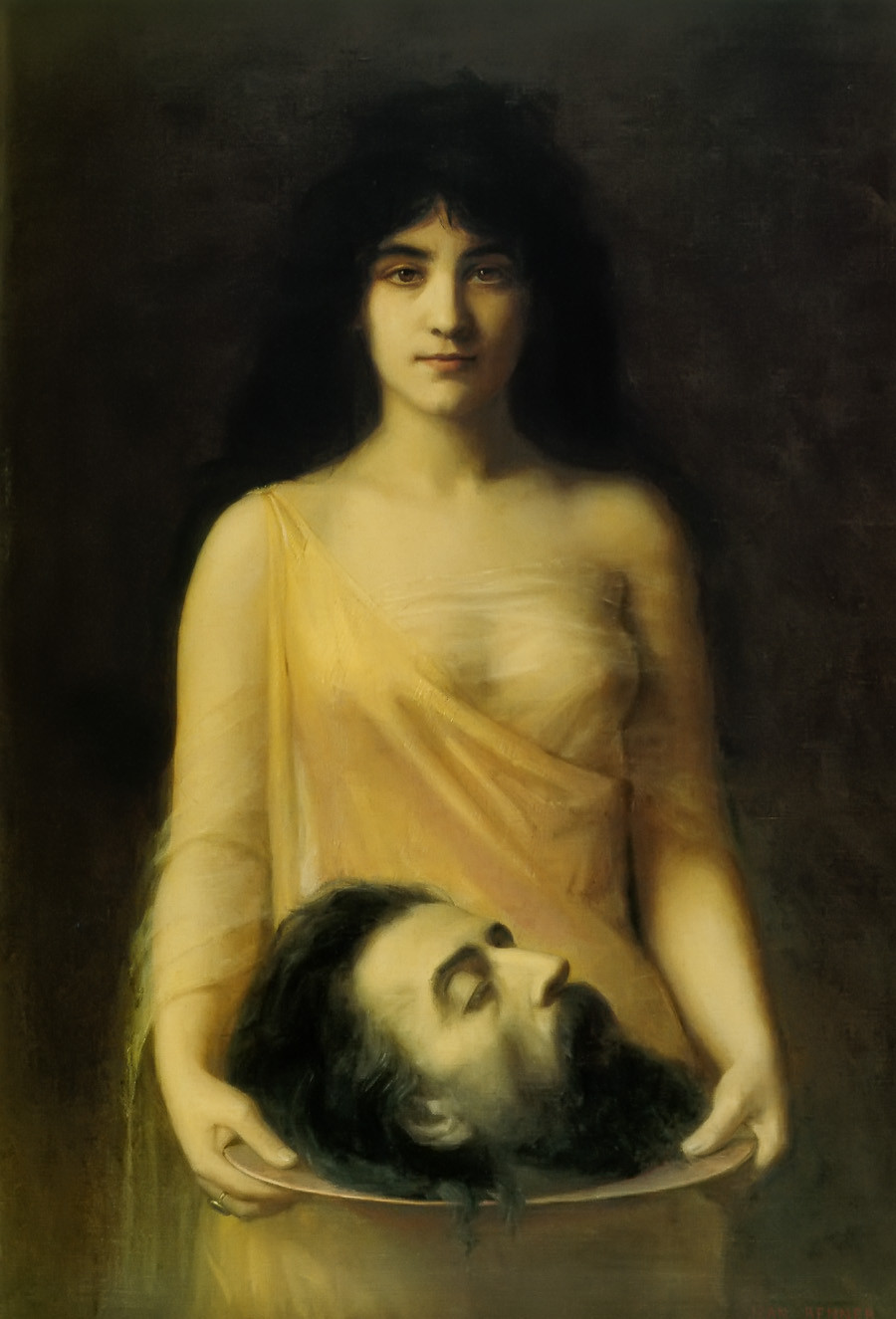
Salomé, ca. 1899, Musée des beaux-arts de Nantes
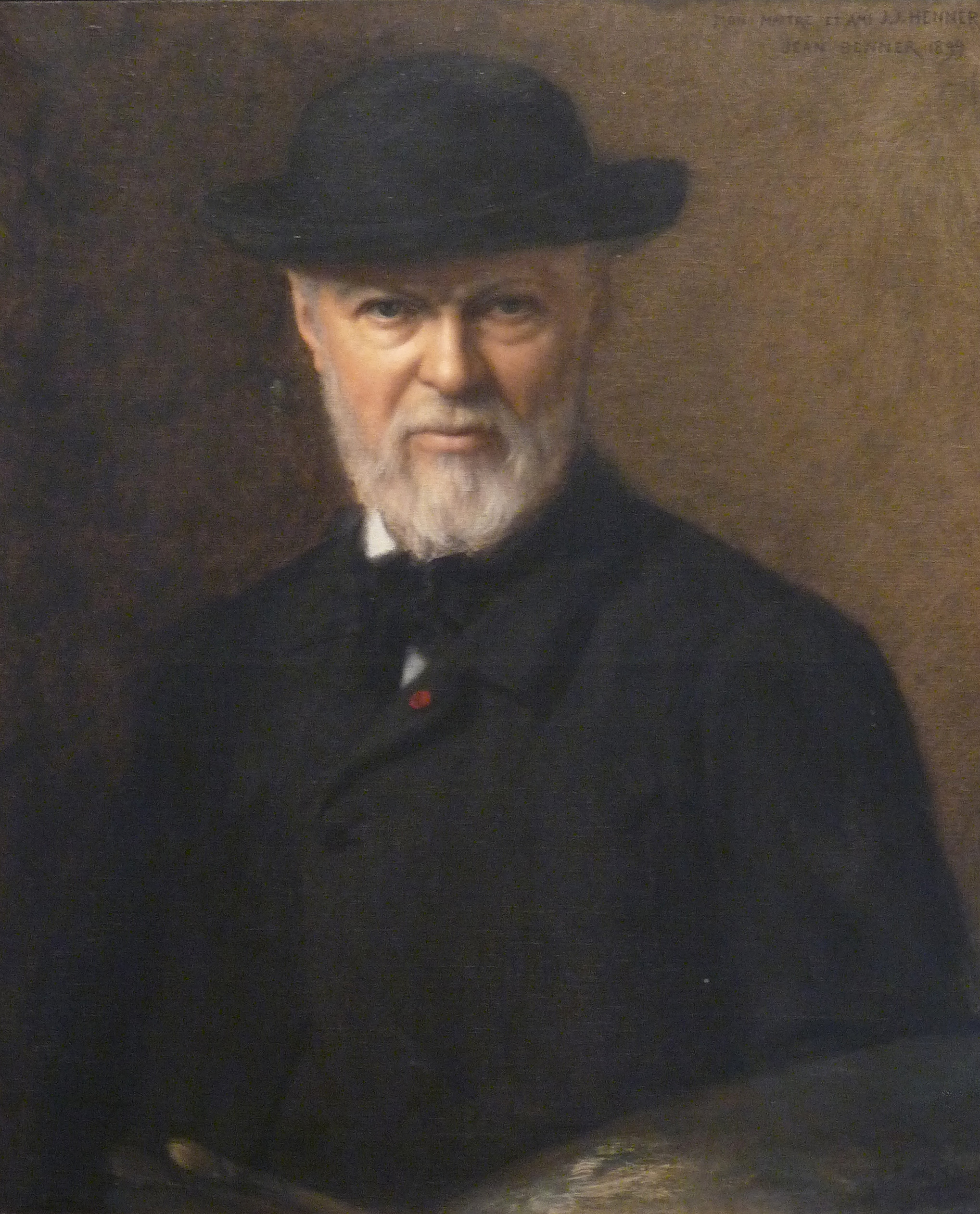
Portrait de Jean-Jacques Henner, 1899, musée des beaux-arts de Mulhouse
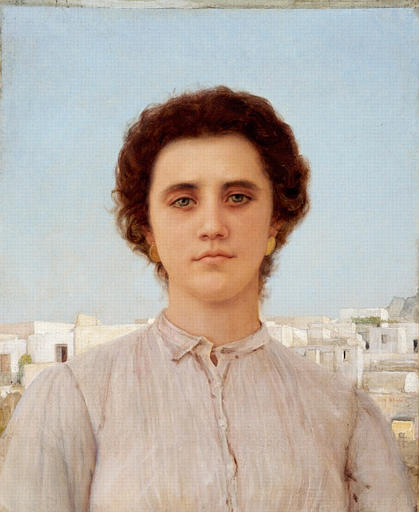
Jeune fille de Capri, 1906,Musée des beaux-arts de Nantes
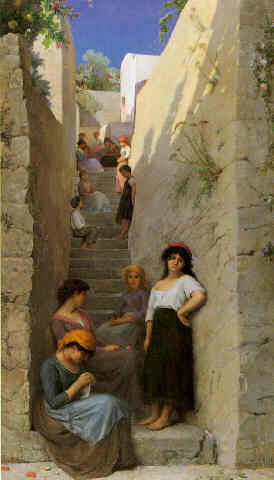
Un coin d'ombre a Capri
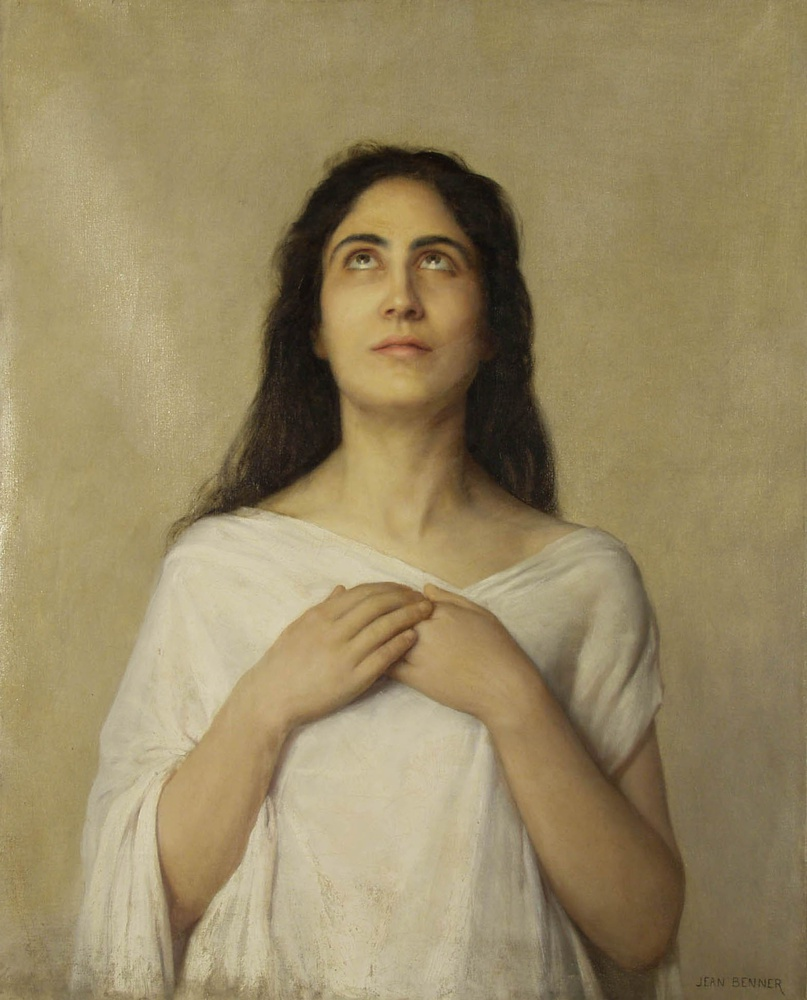
L'Extase, Musée d'art moderne et contemporain de Strasbourg
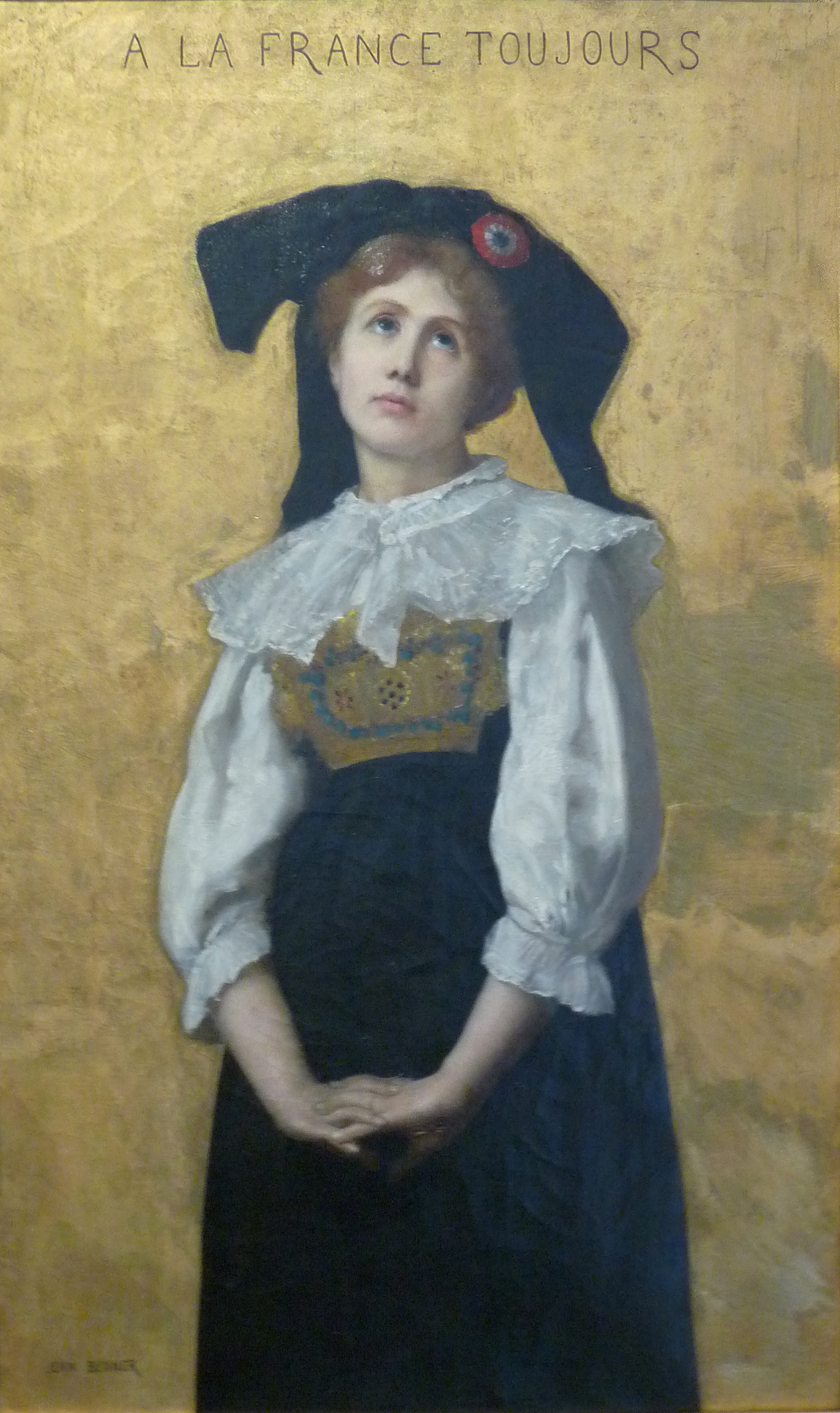
À la France, toujours, Musée des beaux-arts de Mulhouse
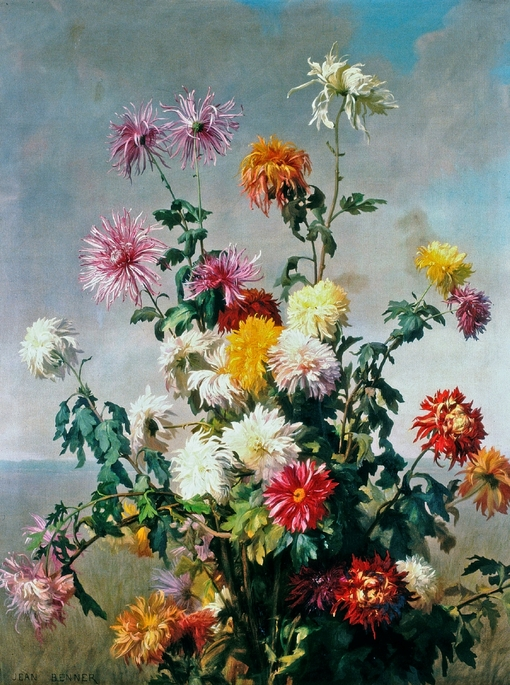
Study of Flowers, oil on canvas, Laing Art Gallery